# Index linked
L'index linked (collegato ad un indice) è una forma di investimento il cui rendimento è legato all'andamento di uno o più indici azionari.

## Descrizione
Generalmente questo tipo di investimento è associato a una polizza di assicurazione sulla vita, nella formula di bancassicurazione. In generale la quota del premio di assicurazione è investita in strumenti che replicano gli indici (solitamente azionari) cui la polizza è collegata. Tipicamente tali strumenti sono prodotti strutturati ad hoc.
Poiché il rendimento degli indici è incerto e può essere non adatto al profilo di rischio dei clienti, talora l'investimento è accompagnato da una garanzia, valida alla scadenza della polizza, sul capitale investito. In tal caso, la maggior parte dei soldi è investita in obbligazioni zero coupon (che appunto garantiscono la restituzione del capitale alla scadenza della polizza), mentre una parte residuale viene investita in prodotti strutturati che forniscono l'esposizione richiesta agli indici.
I titoli a copertura delle obbligazioni offerte non rappresentano l'entità di riferimento delle prestazioni, ma esclusivamente la copertura finanziaria della compagnia a fronte degli impegni contrattuali.

## Costi
I costi di questo tipo di prodotto si possono dividere in espliciti e impliciti. I costi espliciti sono dettagliati nel prospetto dell'investimento e riguardano i costi della polizza di assicurazione. I costi impliciti si riferiscono invece agli strumenti in cui la polizza investe:
- obbligazioni zero coupon, perché quasi sempre si tratta di emissioni apposite il cui prezzo di acquisto potrebbe essere più elevato del prezzo che prevarrebbe in un libero mercato
- prodotti strutturati, perché quasi sempre essi incorporano strumenti derivati il cui prezzo non è fissato in modo trasparente
- eventualmente fondi comuni, perché su di essi si paga una commissione di gestione